# Broby, Söderby
Broby är ett säteri i Söderby-Karls socken, Lyhundra härad, 2 mil norr om Norrtälje.
Broby omtalas första gången 1409 då 12 penningland i Broby som Erik Ingermarsson (Ingemar Djäkns ätt) innehade. Byn bestod då av skattegårdar. 1493 var bonden Nils Vastesson inför rätten i ett mål om olaga jordköp. 1506 skedde syn mellan Broby och grannbyn Väsby. 1557 fanns 3 skattegårdar och en frälsegård i Broby.
Hela byn blev senare ett frälsegods under ätten Starenflycht. I början av 1700-talet tillhörde gården Gabriel Stierncrona, som 1702 lät uppföra nuvarande huvudbyggnad. Det har senare bytt ägare ett flertal gånger.